# Tym (Musiker)
Tym (bürgerlich Tim Rumpelt; geboren in Stuttgart), stilisiert TYM, ist ein deutscher Musiker und Rapper aus Stuttgart.

## Leben und Karriere
Tyms Eltern trafen sich in Südafrika. Nach einer Station in den Vereinigten Staaten ließen sie sich in Deutschland nieder. Tym wurde in Stuttgart geboren und wuchs dort zweisprachig (Englisch/Deutsch) auf. Nachdem er mehrere Jahre im Chor gesungen hatte und das Schlagzeug erlernt hatte, veröffentlichte er ab 2018 erste Musikprojekte, anfangs zumeist auf Soundcloud. 2018 erschien die Lights-EP, die zusammen mit dem Produzenten Pvlace entstand. Noch im selben Jahr erschien eine weitere EP mit dem Titel You. Es folgten mehrere Singles und 2019 das Album Me. Insbesondere der auf dem Album enthaltene Song Lust machte Tym in der Szene bekannt. 2021 folgte das Album Devil Never Even Lived. Tym drehte sein erstes Musikvideo für den Song Stressed Out. Noch im selben Jahr erschien die EP Glitched, ein Jahr später die EPs Unterwegs und Zu 2. Im Juni 2022 erschien schließlich die Single Bisschen high, die zusammen mit T-low und Luis entstand. Bisschen high erreichte Platz 31 der Deutschen Single-Charts. Es folgten viele weitere Singles, einige davon wieder in Kooperation mit Luis. Im Frühjahr 2023 erschien die Single Du wayst, die vom bekannten Produzentenduo Miksu/Macloud produziert wurde.
Tym lebt in Berlin. Für Herbst 2023 ist eine eigene Tour geplant, mit Konzerten unter anderem in Berlin, Hamburg, München, Nürnberg und Wien.

## Musikstil und Markenzeichen
Tyms optisches Markenzeichen ist eine bunte Balaclava, die er seit Ende 2021 trägt. Die ersten Projekte Tyms sind noch stark vom Trap, einem Hip-Hop Subgenre geprägt. Die späteren Songs sind nicht alle einem Genre zuzuordnen, sondern sind zugehörig zu verschiedenen Genres, etwa Hyperpop, Electro-Pop, Glitch, Synthie und Emo. Er hat mit Musikern aus ganz verschiedenen Genres kooperiert, so etwa mit der Indie-Band Zimmer90 und dem Rapper Edo Saiya.

## Diskografie
Alben
- 2019: Me
- 2021: Devil Never Even Lived
- 2023: Sandstorm

EPs
- 2018: Lights-EP
- 2018: You
- 2021: Glitched
- 2022: Unterwegs
- 2022: Zu 2

Singles (Auswahl)
- 2019: Lust
- 2021: Stressed Out
- 2021: 999 (Remix) (gemeinsam mit MYT. Unter dem Namen verbirgt sich ebenfalls TYM)
- 2021: In mir
- 2022: Bisschen High (gemeinsam mit T-Low und Luis)
- 2022: Summerluv (gemeinsam mit Luis)
- 2023: Du wayst (gemeinsam mit Miksu/Macloud)
- 2024: Liebe teilen (mit Jeremias und Lena & Linus)

## Belege
1. ↑  Tym in den deutschen Charts
2. 1 2 3  Micha trifft TYM in Frankreich: Hyperpop, Balaklava & Kreativität (Portrait) | DIFFUS. In: YouTube. Abgerufen am 26. März 2023 (deutsch).
3. 1 2 3  TYM: Wer ist der Typ mit der bunten Balaclava? || PULS Musikanalyse + Interview. In: YouTube. Abgerufen am 25. März 2023 (deutsch).
4. ↑  Dennis Paulus: Der Stuttgarter Newcomer TYM kommt mit der "Lights" EP an den Start. In: Blokkbeats. 3. Juli 2018, abgerufen am 25. März 2023 (deutsch).
5. ↑  TYM - Stressed Out (prod. TYM & Mr.Finch). In: YouTube. Abgerufen am 25. März 2023 (deutsch).
6. ↑  Offizielle Deutsche Charts - Offizielle Deutsche Charts. In: offiziellecharts.de. Abgerufen am 25. März 2023.
7. 1 2  TYM. In: DIFFUS. Abgerufen am 25. März 2023 (deutsch).
8. ↑  Der „Spacecowboy“ auf der Reise durch den „Sandstorm“: TYM geht auf Deutschlandtour auf diffus.de, vom 19. Januar 2023, abgerufen am 30. Juni 2025
9. ↑  Micha Wagner: Micha trifft TYM in Frankreich: Hyperpop, Balaklava & Kreativität (Portrait). In: DIFFUS. 26. März 2023, abgerufen am 26. März 2023 (deutsch).
10. ↑  TYM. In: dreamhaus.com. Abgerufen am 25. März 2023.
11. ↑  Magdalena Bauer: Empfehlung des Tages: TYM x Zimmer90 – Alle wollen Geld. In: DIFFUS. 1. Juli 2021, abgerufen am 26. März 2023 (deutsch).

| Personendaten    | Personendaten                  |
| ---------------- | ------------------------------ |
| NAME             | Tym                            |
| ALTERNATIVNAMEN  | Rumpelt, Tim (wirklicher Name) |
| KURZBESCHREIBUNG | deutscher Musiker und Rapper   |
| GEBURTSDATUM     | 20. Jahrhundert                |
| GEBURTSORT       | Stuttgart, Deutschland         |